# Tim Hartzell
Tim Hartzell, född 22 oktober 2001 i Stockholm, är en svensk fotbollsspelare som spelar för Västerås SK i Superettan.  

## Karriär

### Ingarö IF
Tim Hartzell började spela fotboll för moderklubben Ingarö IF som sjuåring. I Ingarö IF gick han hela vägen från knatteskola, ungdomslag, juniorlag till debut i A-laget. Sista året i Ingarö IF, 2016, spelade han i juniorlaget och A-laget (div 4). Under tiden i Ingarö IF spelade han på i princip alla positioner, dock mest på mittfältet och som anfallare. 

### FC Djursholm
I januari 2017 gick Hartzell till FC Djursholm. Under säsongen 2017 dubblerade Hartzell med spel i både U16 och U17, både som mittback och anfallare. Säsongen 2017 avslutades med SM-guld i den Nationella Serien U16.  Säsongen 2018 spelade Hartzell i princip samtliga matcher i U17, mest som mittback men även som anfallare. Säsongen avslutades med en hedersam 3:e plats i U17 Allsvenskan.

### Djurgårdens IF
Inför säsongen 2019 bjöds Hartzell in till Djurgårdens IF för provspel i U19. Efter en kort tid av provspel erbjöds Hartzell en plats i truppen. En skada under Ligacupen på försäsongen gjorde att Hartzell missade hela våren. Hartzell kom tillbaka till slutspelsserien och gick direkt in i startelvan och spelade 10 av 13 matcher från start.  

### AFC Eskilstuna
Våren 2020 bjöds Hartzell in till provspel för AFC Eskilstuna av Özcan Melkemichel. Hartzell erbjöds ett kontrakt med klubben fram till den 30 november 2022.

### Sandvikens IF
I juli 2021 värvades Hartzell av division 1-klubben Sandvikens IF. Mittbacken värvades från AFC Eskilstuna och gjorde sin tävlingsdebut i Ettan Norra för Sandvikens IF den 14 augusti 2021 i bortamatchen mot Hudiksvall. Hartzell spelade totalt 33 matcher för Sandvikens IF och gjorde 2 mål.  

### Dalkurd FF
Den 17 februari 2023 värvades Hartzell av division 1-klubben Dalkurd FF. Debuten gjordes i Svenska Cupen i bortamatchen mot Mjällby AIF den 19 februari 2023. Under säsongen 2023 spelade Hartzell samtliga minuter i samtliga tävlingsmatcher: 30 matcher i Ettan Norra samt 5 cupmatcher.   

### Vendsyssel FF
Den 29 januari 2024 värvades Hartzell av den danska klubben Vendsyssel FF. Kontraktet skrevs på fyra år. Tävlingsdebuten skedde den 23 februari 2024 i Nordic Bet Liga-matchen hemma mot Hillerød Fotbold. 

### Västerås SK
Den 6 augusti 2024 träffades en överenskommelse mellan Västerås SK och danska Vendsyssel FF om en övergång av Tim Hartzell. Kontraktet är skrivet på 1,5 år.